# Style (botanique)

Diagramme d'une fleur épanouie montrant la position du style.

En botanique, le style d'une fleur d'angiospermes est l'organe, de longueur variable qui relie l'ovaire au stigmate. Le style ne contient pas d'ovules, ceux-ci étant limités à la région du gynécée appelée « ovaire ».

## Structure
Le style est une extension de l'ovaire, étroite, dirigée vers le haut, reliant l'ovaire aux papilles stigmatiques. Il peut être absent chez certaines plantes, on parle dans ce cas de stigmate sessile. Les styles ressemblent généralement à des tubes plus ou moins longs. Le style peut être ouvert (peu de cellules occupant la partie centrale, voire aucune), présentant un canal central qui peut être rempli de mucilage. Le style peut sinon être fermé (complètement rempli de cellules). La plupart des plantes à pistil syncarpe (monocotylédones et certaines eudicotylédones) ont des styles ouverts, tandis que de nombreuses eudicotylédones et graminées ont des styles fermés (pleins) contenant des tissus sécrétoires spécialisés, qui relient le stigmate au centre de l'ovaire. Ces tissus forment un cordon riche en nutriments pour la croissance du tube pollinique.
Lorsque le pistil comprend plusieurs carpelles, chacun d'eux peut avoir un stylodium (pseudo-style) distinct, ou partager un style commun. Chez l'Iris et chez d'autres espèces de la famille des Iridaceae, le style se divise en trois « branches » pétaloïdes (ressemblant à des pétales), parfois également appelées stylodiums), presque à l'origine du style et est dit « tribrachié ». Ce sont des languettes de tissu émergeant du tube du périanthe au-dessus du sépale. Le stigmate est un rebord ou une arête sur la face inférieure de la branche, près de l'extrémité des lobes. Les styles ramifiés apparaissent également dans les genres Dietes, Pardanthopsis et chez la plupart des espèces du genre Moraea.
Chez les Crocus, le style est ramifié en trois « branches », formant un tube. Les plantes du genre Hesperantha ont un style ramifié étalé. Le style peut aussi être lobé plutôt que ramifié. 'Les plantes du genre Gladiolus ont un style bilobé. Chez les genres Freesia, Lapeirousia, Romulea, Savannosiphon et Watsonia le style a des branches bifurquées et recourbées,.

## Insertion dans l'ovaire
L'insertion dans l'ovaire peut être terminale (ou apicale), sub-apicale, latérale, gynobasique, or sub-gynobasique. Une position du style terminale (ou apicale) se réfère à une insertion à l'apex de l'ovaire ; c'est le type le plus courant. Dans le type subapical, le style se situe sur le côté légèrement en dessous de l'apex. un style latéral provient du côté de l'ovaire et se rencontre chez les Rosaceae. Le style gynobasique est attaché à la base de l'ovaire ou entre les lobes de l'ovaire et est caractéristique des Boraginaceae. Les styles sub-gynobasiques caractérisent les espèces du genre Allium.

## Pollinisation
Le tube pollinique croît sur toute la longueur du style pour atteindre les ovules, mais, dans certains cas, des réactions d'auto-incompatibilité dans le style empêchent la croissance complète du tube pollinique. Chez certaines espèces, notamment chez le genre Gasteria, le tube pollinique est dirigé vers le micropyle de l'ovule par le style.